# 青森市役所

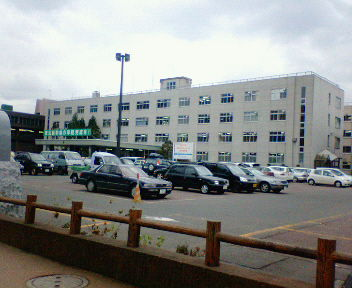
2019年12月まで使用されていた青森市役所（画像は第1庁舎）

青森市役所（あおもりしやくしょ）は、日本の地方公共団体である青森市の執行機関としての事務を行う施設（役所）である。

## 本庁舎
所在地
〒030-8555
青森市中央一丁目22番5号
| 階  | 第1･第2庁舎                                                                      |
| --- | -------------------------------------------------------------------------------- |
| 4F  | 管財課、契約課工事検査室                                                         |
| 3F  | 広報広聴課、職員労働組合事務局                                                   |
| 2F  | 市長室、副市長室、企画課、政策推進課、秘書課、総務課、危機管理課、人事課、財政課 |
| 1F  | 総合案内                                                                         |
| B1F | 食堂、書庫                                                                       |
|     | 第3庁舎                                                                          |
| 3F  | 情報政策課                                                                       |
| 2F  | 契約課                                                                           |
|     | 議会棟                                                                           |
| 4F  | 委員会室                                                                         |
| 3F  | 議会事務局、議長室、副議長室、議場                                               |
| 2F  | 議員控室、議員サロン                                                             |
| 1F  | 車庫                                                                             |

## 分庁舎

### 駅前庁舎
所在地
〒030-0801 青森市新町一丁目3番7号（アウガ内）
| 階 | 庁 舎 |
| -- | --- |
| 4F | 福祉政策課、生活福祉一・二課、市民協働推進課、人権男女共同参画課、生活安心課、選挙管理委員会事務局             |
| 3F | 環境部、経済部、教育委員会、住宅まちづくり課                                                                   |
| 2F | 財務部、会計機関、指導監査課、子育て支援課、青森みちのく銀行青森市役所支店                                     |
| 1F | 市民課、障がい者支援課、国保医療年金課、介護保険課、高齢者支援課、市民なんでも相談室、青森市民消費生活センター |

### 柳川庁舎
所在地
〒038-8505 青森市柳川二丁目1番1号
| 階 | 庁 舎                                          |
| -- | ---------------------------------------------- |
| 5F |                                                |
| 4F | 公園河川課、道路建設課、道路維持課、建築営繕課 |
| 3F | 管財課公用車運用チーム、都市政策課、建築指導課 |
| 2F | 用地課、農業委員会事務局、監査委員事務局       |
| 1F | 総合サービスコーナー、食堂                     |

### 浪岡庁舎
所在地
〒038-1392 青森市浪岡大字浪岡字稲村101番地1
| 階 | 庁 舎                                                                                    |
| -- | ---------------------------------------------------------------------------------------- |
| 3F | 健康福祉課生活福祉チーム、浪岡教育事務所教育課、農業委員会分室                           |
| 2F | 区長室、総務課、地域づくり振興課、都市整備課、農業政策課、あおもり産品支援課、農地林務課 |
| 1F | 納税支援課、市民課、健康福祉課、上下水道課、出納室、売店、職員労働組合事務局             |

## 支所
業務
- 各支所で戸籍や住民異動・印鑑登録など本庁舎と同様の業務を行っている。なお、横内市民センター・油川市民センター・荒川市民センター・西部市民センターでも同様の事務を取り扱う（それぞれ横内支所・油川支所・荒川支所・新城支所の業務を継承したため）。

所在地
- 野内支所 - 青森市大字久栗坂字山辺169番地
- 東岳コミュニティセンター - 青森市大字宮田字玉水181番地
- 原別支所 - 青森市大字平新田字森越35番地9
- 浜館支所 - 青森市大字浜館字見取1番地1
- 横内市民センター - 青森市大字横内字亀井28番地2
- 奥内支所 - 青森市大字奥内字宮田38番地3
- 後潟支所 - 青森市大字六枚橋字磯打25番地8
- 油川市民センター - 青森市大字羽白字池上197番地1
- 荒川市民センター - 青森市大字荒川字柴田129番地1
- 西部市民センター - 青森市大字新城字平岡163番地22

## 青森市役所庁舎建て替え問題
青森市役所庁舎（第一庁舎・第二庁舎）の老朽化を受け、青森市は「現本庁舎敷地に2期に分けて整備すること」を主な内容とする「青森市役所庁舎整備基本方針」2012年（平成24年）5月29日に決定した。その後、新庁舎設計の指針となる「青森市役所庁舎整備基本計画」を取りまとめた。
従来の計画では2019年度に10階建て程度で整備する予定だったが、青森市の複合商業施設アウガの閉店を受け、小野寺晃彦市長は窓口サービスや一部の機関をアウガ内1階〜4階に配置し
、駅前庁舎として供用を開始させた。 
新本庁舎については、従来の10階から3階建てと大幅に圧縮し、2018年（平成30年）1月22日着工、2019年（令和元年）11月1日完成、2020年（令和2年）1月6日から供用開始した。